# 寬額歧鬚鮠
寬額歧鬚鮠為輻鰭魚綱鯰形目倒立鯰科的其中一種，為熱帶淡水魚，分布於非洲尼羅河、魯道夫湖、艾伯特湖、愛德華湖流域，體長可達34.2公分，棲息在底中層水域，以藻類、甲殼類、昆蟲及軟體動物為食，生活習性不明。